# Beinahezusammenstoß der Japan Airlines 2001
Bei dem Beinahezusammenstoß der Japan Airlines 2001 entging Japan-Airlines-Flug 907 (Flugnummer: JL907) der Japan Airlines, eine Boeing 747-400 auf dem Weg vom Flughafen Haneda, Japan, zum Flughafen Naha, Okinawa, am 31. Januar 2001 nur knapp einer Kollision mit Japan-Airlines-Flug 958 (Flugnummer: JL958), einer McDonnell Douglas DC-10-40 auf dem Weg vom Flughafen Gimhae, Südkorea, zum Flughafen Tokio-Narita, Japan.

## Geschichte
Das Ereignis am 31. Januar 2001 wird in Japan auch als Japan-Airlines-Beinahezusammenstoß über der Suruga-Bucht bezeichnet.
Der Zwischenfall wurde auf Fehler eines in der Ausbildung befindlichen Fluglotsen und der diensthabenden Wachleiterin zurückgeführt. Der Vorfall veranlasste die japanischen Behörden, der Internationalen Zivilluftfahrtorganisation (ICAO) zu empfehlen Maßnahmen zu ergreifen, um ähnliche Vorfälle zu verhindern.

## Beteiligte Flugzeuge
Bei den zwei beteiligten Flugzeugen handelte es sich um die Boeing 747-446 Domestic mit dem Kennzeichen JA8904 und die McDonnell Douglas DC-10-40 mit dem Kennzeichen JA8546. Die Boeing 747 befand sich auf dem Flug vom Flughafen Tokio-Haneda zum Flughafen Naha mit 411 Passagieren und 16 Besatzungsmitgliedern. Der Flug verließ den Flughafen Haneda um 15:36 Uhr Ortszeit. Flug 907 wurde von dem Piloten Watanabe Makoto befehligt. Die McDonnell Douglas DC-10-40 mit dem Kennzeichen JA8546 war mit 237 Passagieren und 13 Besatzungsmitgliedern auf dem Flug 958 vom internationalen Flughafen Gimhae zum internationalen Flughafen Narita unterwegs. Flug 958 wurde vom Piloten Akazawa Tatsuyuki befehligt. Laut Flugplan sollten die beiden Flugzeuge im Abstand von 2.000 Fuß (610 m) aneinander vorbeifliegen.

## Unfallgeschehen
Der Zwischenfall ereignete sich mitten in der Luft, als die Flugbegleiter an Bord von Flug 907 begannen, Getränke zu servieren.
Das TCAS (Traffic Collision Avoidance System) von Flug 907, JA8904, ertönte 20 Minuten nach dem Abflug, als das Flugzeug auf Flugfläche 390 (39.000 Fuß bzw. 11.887 m) stieg. Die DC-10, JA8546, befand sich auf einer Höhe von 37.000 Fuß (11.278 m). Das TCAS beider Flugzeuge funktionierte korrekt; für Flug 907 wurde eine „CLIMB“-Anweisung (steigen) angezeigt. Die Flugbesatzung erhielt jedoch widersprüchliche Anweisungen vom Fluglotsen in Tokorozawa, Präfektur Saitama. Flug 907 befolgte die Anweisung des Fluglotsen zum Sinkflug, während Flug 958 den Anweisungen des TCAS entsprechend sank, so dass die Flugzeuge auf Kollisionskurs blieben.
Der Auszubildende für den Luftfahrtsektor betreute zum Zeitpunkt des Beinahezusammenstoßes zehn weitere Flüge. Er hatte die Absicht, Flug 958 zum Sinkflug aufzufordern. Stattdessen gab er um 15:54 Uhr Flug 907 die Anweisung zum Sinkflug. Als er bemerkte, dass JAL 958 auf gleicher Höhe flog, statt zu sinken, forderte er JAL 958 auf, nach rechts abzudrehen; diese Anweisung kam beim Piloten von JAL 958 nicht an. Die Vorgesetzte des Auszubildenden, Momii Yasuko, wies „JAL 957“ an zu steigen, in der Absicht, JAL 907 den Steigflug anzuweisen. Zum Zeitpunkt des Vorfalls befand sich kein JAL-Flug 957 in der Luft, aber es kann davon ausgegangen werden, dass sie mit „957“ den Flug 907 meinte.
Die Flugzeuge vermieden eine Kollision durch ein Ausweichmanöver, sobald sie sich in Sichtweite befanden, und flogen in einem Abstand von etwa 135 Metern aneinander vorbei.
Sieben Passagiere und zwei Besatzungsmitglieder der Boeing 747 erlitten schwere Verletzungen; außerdem meldeten 81 Passagiere und 10 Besatzungsmitglieder leichte Verletzungen. Einige nicht angeschnallte Passagiere, Flugbegleiter und Getränkewagen prallten gegen die Decke, wodurch sich einige Deckenplatten lösten. Bei dem Manöver wurde ein Junge über vier Sitzreihen geschleudert.  Die meisten Verletzungen der Insassen waren Prellungen. Eine Frau brach sich bei dem Manöver ein Bein. Außerdem lief ein Getränkewagen aus, und der Inhalt verbrühte einige Passagiere. Die Passagiere der DC-10 wurden nicht verletzt. Flug 907 kehrte mit leichten Schäden an der Kabine der Boeing 747 nach Haneda zurück und landete um 16:45 Uhr.

## Nachwirkungen

Liste der Verletzten Flug JAL 907

Am 1. Februar um 18.00 Uhr befanden sich noch acht Passagiere des Fluges 907 im Krankenhaus, während 22 verletzte Passagiere wieder entlassen waren. Zwei Passagiere blieben im Kamata-Krankenhaus, zwei weitere Passagiere im Ichikawa-N.2-Krankenhaus. Darüber hinaus hatten die folgenden Krankenhäuser noch jeweils einen Passagier: Takano-Krankenhaus, Kitasato-Universität, Horinaka-Krankenhaus und Tokyo-Rosai-Krankenhaus. Alle verletzten Passagiere erholten sich.
Japan Airlines schickte Entschuldigungsschreiben an die Passagiere der 747. Die verletzten Passagiere erhielten direkte (= persönliche) Mitteilungen, die nicht verletzten Passagiere erhielten Mitteilungen per Post.
In ihrem im Juli 2002 veröffentlichten Bericht über den Unfall stellte die Kommission zur Untersuchung von Flugzeug- und Eisenbahnunfällen fest, dass die Vorschriften für den Flugbetrieb die Gefahren einer Flugwegänderung entgegen der Anweisung des TCAS nicht genügend herausstellten. Bei gleichzeitigen sich widersprechenden Anweisungen von TCAS und der Flugsicherung sollte stets dem TCAS Folge geleistet werden. Eine ähnliche Empfehlung wurde drei Monate später von der Bundesstelle für Flugunfalluntersuchung (BFU) im Zusammenhang mit dem Zusammenstoß in Überlingen 2002 ausgesprochen. Die ICAO wurde gebeten, diesen Grundsatz in ihren Dokumenten zu verdeutlichen. Die ICAO akzeptierte diese Empfehlungen und änderte ihre Vorschriften im November 2003.
Die Flugnummern 907 und 958 werden auch heute noch von Japan Airlines für die gleichen Strecken verwendet.

### Strafrechtliche Ermittlungen und Gerichtsverfahren
Die Keishi-chō (japanische Polizeibehörde) und das Ministerium für Land, Infrastruktur, Verkehr und Tourismus untersuchten den Vorfall.
Im Mai 2003 erstattete die Polizei von Tokio einen Ermittlungsbericht über Hachitani Hideki (Flugsicherungspraktikant), Momii Yasuko (Flugsicherungsleiterin) und Watanabe Makoto (Pilot des Fluges 907) und verdächtigte sie der beruflichen Fahrlässigkeit. Im März 2004 erhob die Staatsanwaltschaft Anklage gegen Hachitani und Momii wegen beruflicher Fahrlässigkeit.
Hachitani, damals 30 Jahre alt, und Momii, damals 35 Jahre alt, plädierten 2004 vor dem Bezirksgericht Tokio auf „nicht schuldig“ im Sinne der Anklage. Im selben Jahr erklärte der Anwalt von Hachitani und Momii, dass die Piloten des Flugzeugs die Verantwortung für den Beinahezusammenstoß tragen.
Bis zum 16. November 2005 waren seit der ersten Anhörung am 9. September 2004 12 Gerichtsverhandlungen durchgeführt worden. Die Staatsanwaltschaft argumentierte, dass die beiden Angeklagten es versäumt hätten, für einen angemessenen Abstand zwischen den beiden Flugzeugen zu sorgen, dass die erteilten Anweisungen unangemessen gewesen seien und dass die Vorgesetzte es versäumt habe, den Fluglotsenschüler zu korrigieren. Die Verteidigung argumentierte, dass der fehlende Abstand nicht unmittelbar zu einem Beinahezusammenstoß geführt hätte, dass die erteilten Anweisungen angemessen waren, dass das TCAS-Verfahren nicht ordnungsgemäß war und dass der Computer Navigation Fix (CNF) fehlerhafte Daten enthielt.
Im Jahr 2006 beantragte die Staatsanwaltschaft für den damals 31-jährigen Hachitani eine Haftstrafe von zehn Jahren und für die damals 37-jährigen Momii eine Haftstrafe von 15 Jahren. Am 20. März 2006 entschied das Gericht, dass Hachitani und Momii nicht schuldig im Sinne der Anklage sind. Das Gericht stellte fest, dass Hachitani den Unfall nicht vorhersehen konnte und dass die Verwechslung der Flugnummern nicht in einem kausalen Zusammenhang mit dem Unfall stand. Yasui Hisaharu, der Vorsitzende Richter, sagte, dass eine strafrechtliche Verfolgung von Fluglotsen und Piloten in diesem Fall „unangemessen“ wäre. Im selben Jahr erklärte sich die japanische Regierung bereit, Japan Airlines und Tokio Marine & Nichido Fire Insurance insgesamt 82,4 Mio. Yen als Entschädigung für den Beinaheunfall zu zahlen.
Am 11. April 2008 hob ein höheres Gericht das Urteil auf und befand Hachitani und Momii für schuldig. Der Vorsitzende Richter, Suda Masaharu, verurteilte den damals 33-jährigen Hachitani zu einer 12-monatigen und die 39-jährige Momii zu einer 18-monatigen Freiheitsstrafe, wobei beide Strafen für drei Jahre zur Bewährung ausgesetzt wurden. Die Anwälte der Fluglotsen legten Berufung ein, doch die Verurteilung wurde am 26. Oktober 2010 vom Obersten Gerichtshof bestätigt.

## Verfilmungen
Die Ereignisse des Vorfalls sind in der letzten Folge von Staffel 3 der Discovery-Channel-Dokumentation Aircrash Confidential dokumentiert. Die Folge wurde erstmals am 20. August 2018 ausgestrahlt.
Außerdem wurde es kurz in der Serie Mayday (auch bekannt als „Air Crash Investigation“) in Staffel 2 Episode 4 (Zusammenstoß über dem Bodensee) erwähnt.